# Kerstin Thorn-Forsberg
Kerstin Thorn-Forsberg, född 4 november 1909 i Göteborg, död 2007, var en svensk textilkonstnär.
Thorn-Forsberg, som var dotter till faktor Hjalmar Thorn och fotograf Hildegard Hellberg, uppnådde normalskolekompetens och studerade vid Konstindustriella skolan i Göteborg 1927–1931. Hon praktiserade och studerade i bland annat Tyskland, Schweiz, Frankrike, Italien och Nederländerna. Hon var konstnärlig ledare för Bohusslöjd-Konstfliten i Göteborg 1931–1938, lärare vid Göteborgs privata latingymnasium 1935–1938, föreståndare för Konsthantverkarna i Stockholm 1954–1956 och lärare hos Stiftelsen Kursverksamheten vid Stockholms universitet från 1954. Hon höll utställningar i Stockholm, Göteborg, Borås, Karlstad och Florens samt utförde design till tyska, franska och italienska fabriker och flera företag i USA.